# Friville-Escarbotin
Friville-Escarbotin (picardisch: Freuvile-Ésquérbotin) ist eine nordfranzösische Gemeinde mit 4.394 Einwohnern (Stand 1. Januar 2022) im Département Somme in der Region Hauts-de-France. Die Gemeinde liegt im Arrondissement Abbeville, in der Communauté de communes du Vimeu und im Kanton Friville-Escarbotin.

## Geographie
Die Gemeinde liegt rund 22 Kilometer westlich von Abbeville und elf Kilometer östlich von Eu (Seine-Maritime). Die stark industrialisierte Gemeinde besteht aus den zusammengewachsenen Ortsteilen Friville im Süden, Escarbotin nördlich davon und Belloy-sur-Mer im Nordwesten. Das Gemeindegebiet gehört zum Regionalen Naturpark Baie de Somme Picardie Maritime.

## Einwohner
| 1962 | 1968 | 1975 | 1982 | 1990 | 1999 | 2006 | 2018 |
| ---- | ---- | ---- | ---- | ---- | ---- | ---- | ---- |
| 4076 | 4363 | 4693 | 4844 | 4737 | 4646 | 4534 | 4501 |

## Sehenswürdigkeiten
- Kirche Saint-Étienne in Friville, seit 1981 als Monument historique eingetragenem Chor[1]
- Kirche Saint-Hubert in Escarbotin
- Kapelle von Belloy
- altes Schloss in Friville, jetzt Altersheim
- Kriegerdenkmal
- Schlossereimuseum
- Schloss Montmignon, jetzt Verkehrsamt